# Grootslang

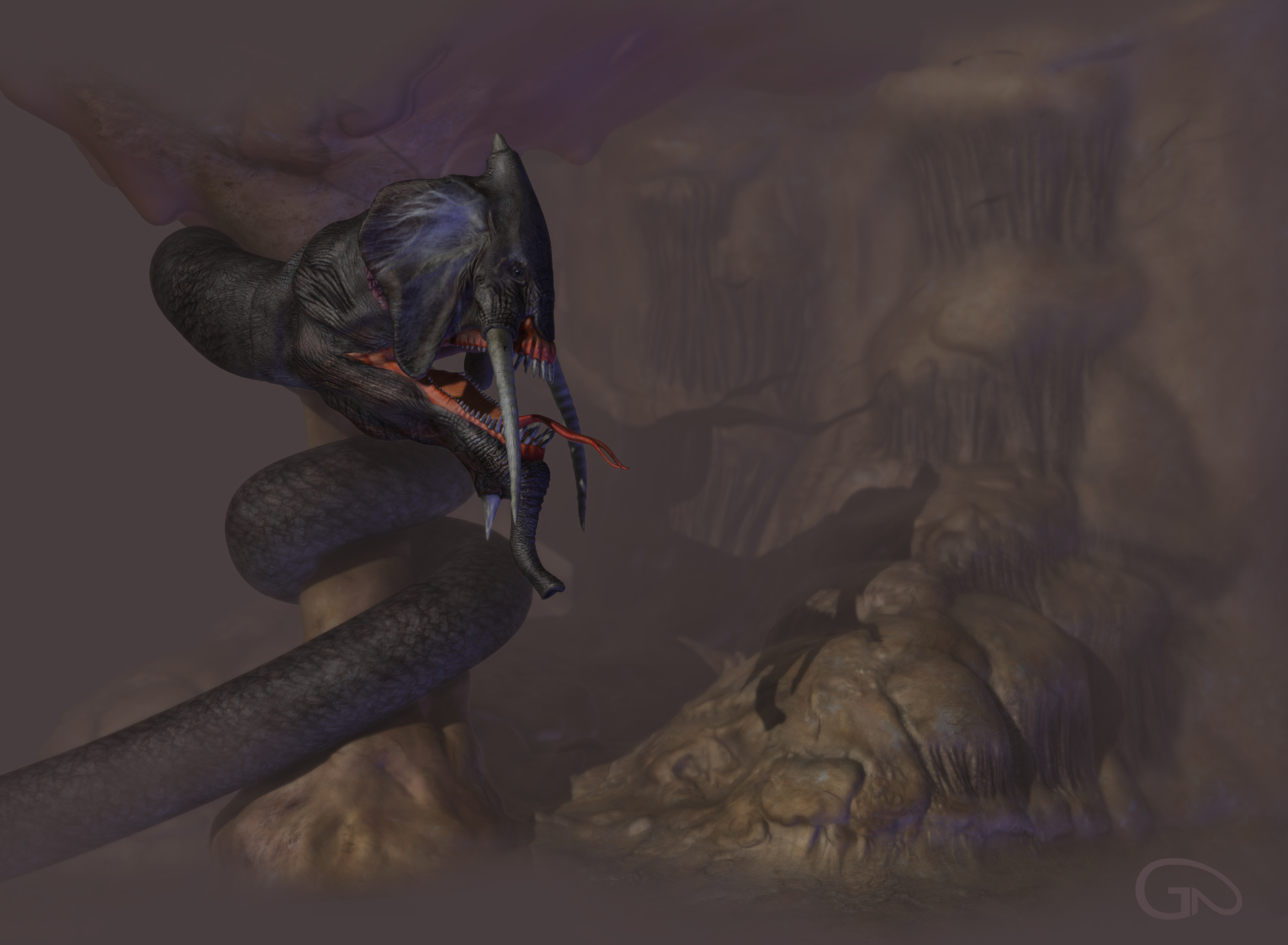
Grootslang

El Grootslang o Grote Slang (en afrikáans y neerlandés ‘serpiente grande’) es un criptido legendario que se dice habita en lo profundo de una cueva en Richtersveld, Sudáfrica.

## Leyenda
Según la leyenda, el Grootslang es una criatura primordial y tan antigua como el mismo mundo. Los cuentos dicen que los dioses (que eran novatos creando cosas) cometieron un error terrible cuando crearon al Grootslang porque le dieron una fuerza, astucia e intelecto enormes. Dándose cuenta su error, los dioses partieron al Grootslang en criaturas separadas y así se crearon los primeros elefantes y las primeras serpientes. Pero uno de los Grootslangs originales escapó, y de este primer Grootslang nacieron todos los otros. Se dice que devora elefantes atrayéndolos a su cueva, que es conocida como el "Agujero Maravilloso" o la "Fosa sin fondo". Supuestamente dicha cueva conecta con el mar, que está a unas 40 millas de distancia. Según la leyenda local, la cueva está llena de diamantes. También se dice vive en lagos y ríos cálidos.
En Benín,  se habla de una enorme criatura parecida a un elefante con la cola de una serpiente. También según el relato, Grootslangs codicia gemas, particularmente diamantes, y pese al impulso de crueldad que mueve a esta criatura, a menudo las víctimas pueden regatear su libertad ofreciéndole bastantes gemas. Mientras buscaba tesoros en el richtersveld de Sudáfrica en 1917, el empresario inglés Peter Grayson desapareció después de que los miembros de su grupo fuesen atacados y heridos por leones, las leyendas dicen que lo mató el Grootslang.

## Cultura popular
- Un Grootslang apareció en el episodio de Los sábados secretos "Algo en el agua". Se representó como un elefante de piel verde con cuatro colmillos cuernos estilo carnero y una cola de serpiente. Los sábados tuvieron que reubicar el Grootslang lejos de los poblados atrayéndolo con carne de cerdo.
- En la historieta "Lumberjanes", aparece un "Grootslang" como criatura antagonista en uno de los arcos de la historieta.[3]